# Psilalcis rantaizana
Psilalcis rantaizana är en fjärilsart som beskrevs av Alfred Ernest Wileman 1911. Psilalcis rantaizana ingår i släktet Psilalcis och familjen mätare. Inga underarter finns listade.